# Казахи в Канаде
Казахи в Канаде (каз. Канададағы қазақтар; англ. Kazakhs in Canada) — жители Канады казахского происхождения или лица казахского происхождения, проживающие в Канаде. Согласно переписи 2016 года, 3330 канадцев заявляли о казахском происхождении. Ассоциация казахов Канады была создана 12 ноября 2003 года в Торонто, Онтарио.

## Известные представители
- Санжар Султан — канадский кинорежиссёр, продюсер и сценарист.